# 장거정

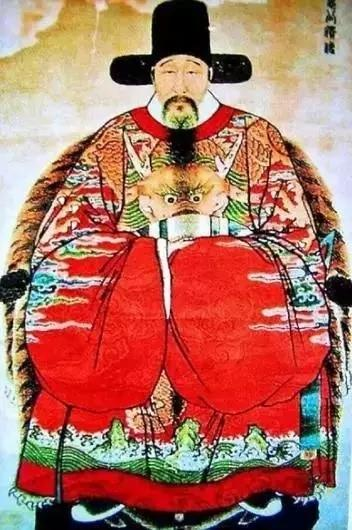
장거정

장거정(張居正, 1525년 5월 26일 ~ 1582년 7월 9일)은 중국 명나라의 정치가이다. 자는 숙대(叔大), 호는 태악(太岳), 시호는 문충(文忠)이다. 가정(嘉靖)4년(1525) 음5월 초3일, 호북성(湖北省) 형주부(荊州府) 강릉현(江陵縣)에서 태어났다. 만력(萬曆) 원년(1572) 신종(神宗) 만력제(萬曆帝) 때 수보대학사(首輔大學士, 명나라의 재상에 해당)가 되어 몽고와의 화평에 성공하였다. 또한 전국적인 호구 조사 및 검지를 실시하여 지주를 누르고, 농민 부담의 균형을 꾀하였다. 명나라 제일의 정치가로 손꼽히는 동시에 본인의 이중적인 행보로 명나라를 멸망하게 하는데 원인제공을 한 인물이기도 하다.

## 생애
호북성(湖北省) 형주부(荊州府) 강릉현(江陵縣, 현 후베이성 징저우시 장링현) 출신이다. 수려한 외모를 타고났다. 가정 19년(1540) 향시(鄕試)에 합격하여 거인(擧人)이 되고, 가정26년(1547) 진사로 합격했다. 처음에는 한림원(翰林苑) 서길사(庶吉士)가 되었는데, 서계(徐階)에게 그 재능을 인정받아 문하생이 되었다. 서계가 재상이 되면서 그의 신임을 두텁게 받아 여러 관직에 중용되었다. 가정 43년(1564) 우춘방(右春坊) 우유덕(右渝德) 겸 국자감(國子監) 사업(司業)이 되었다가, 서계의 추천으로 유왕(裕王) 주재후(朱載垕, 훗날의 융경제)의 시강시독(侍講侍讀)이 되었다. 융경 원년(1567) 주재후가 황위에 등극함에 따라 이부좌시랑(吏部左侍郎) 겸 동각대학사(東閣大學士)로 발탁되어 입각(入閣)하였고, 같은해 4월, 예부상서(禮部尙書) 무영전대학사(武英殿大學士)가 되었다. 서계가 가정제의 유언에 따라, 가정제가 중용한 도사를 배제할 때 그 한쪽 역할을 맡았다.
이 때 서계의 정적이었던 고공(高拱)이 모의로부터 배척당한 것으로 서계에 앙심을 품고 서계의 아들의 죄를 들어 서계를 탄핵하지만, 반격을 당해 파면되었다. 하야한 고공은 태감 이방 등과 연결해 서계의 실각을 노리게 된다. 그 후 서계는 융경 2년(1568) 관직을 사퇴하고, 후임으로서 예부서경 조정길(趙貞吉)이 선택되었다. 고공은 복권을 위해 이방을 통해 장거정에게 협력하게 하고 고공은 복권하여 조정길을 대신해 재상이 되었다.
장거정은 고공과 결탁해 권력기반을 다지고, 더욱 강력한 권력을 얻기 위해 고공에 원한을 가지고 있던 내시 풍보(馮保)와 연합해, 고공을 실각시키려 했다. 융경 6년(1572) 융경제가 사망하고, 장거정이 지지하던 만력제가 즉위하면서, 장거정은 융경제의 유언을 이용해 고공을 실각시키고, 중극전대학사(中極殿大學士)로 승진하고 수보(首輔) 지위에 올랐다.

## 정치
만력제가 어린 나이에 즉위하자, 천자의 스승이라는 자신의 직함을 이용하여 만력제를 등에 업은 장거정은 독재적인 수완을 발휘하여 차례로 개혁을 실행해 나갔다. 우선 관리의 탄핵을 담당하는 언관(言官)의 권한을 축소하고 각지의 서원(書院)을 철폐하여 사인(士人)의 언론을 약화시켜 독재권을 확립하고, 낭비의 철폐, 강기숙정(綱紀肅正) 등을 실시했다. 그리고 장거정의 최대 공적으로 손꼽히는 전국적인 토지측량(丈量)과 일조편법(一條鞭法)을 실시한다.
당시 지방에 강한 세력을 가지고 있던 향신세력(鄕紳勢力)이 소유한 땅을 속여 보고하고 탈세하는 일이 많았지만, 장거정은 이것을 단호히 대처하여 관청 몰래 경작하는 대량의 땅을 적발하였다. 그때까지의 세제인 양세법은 항목이 너무 많고 복잡하여, 불공정한 점이 많았다. 일조편법은 그것을 일관화시켜, 과세대상을 토지로 옮기고, 당시 보급이 진행되고 있던 은으로 납세를 하게 했다.
이러한 개혁으로 명의 재정은 크게 호전되었고, 국고에는 10년 분의 식료와 4백만냥의 잉여금을 축적할 수 있었다. 그러나 한편으로 언론 탄압, 기득권 침해 등으로 조정과 재야에는 장거정에 대한 불만으로 가득 차 있었다. 만력 5년(1577) 아버지가 사망하면서, 휴직 중에 탄핵될 것을 우려하여 복상을 하지 않았다.(이른바 탈정奪情사건) 만력 9년(1581) 병으로 쓰러져 다음 해인 만력 10년(1582) 사망하였다. 상주국(上柱國)의 봉호와 문충(文忠)이라는 시호가 내려졌다.
반면 자신의 권력의 원인인 만력제에게는 어리다는 이유를 구실 삼아 굉장히 빡빡하게 훈육을 시켰는데 취미 생활을 일절 통제하고 잠을 자는 시간을 줄이며 도를 넘어서는 학문 수양을 강요했다. 이런 일이 계속되자 만력제는 처음에는 장거정을 두려워했으나 만력제가 나이를 먹고 몸에 근육과 살이 붙음에 따라 점점 장거정을 증오하게 되었다. 이후 장거정 사후 여러 신하들이 장거정의 비리를 들추는 데에 전념하여 결국 만력제로 하여금 장거정을 사후 숙청하게 만드는 데 성공했다.

## 사후
장거정 사후 탈정(奪情)과 부정축재 등을 이유로 탄핵이 잇따랐고, 만력11년(1583) 봉호와 시호가 박탈되고 사후 사형을 받아 가산은 모두 몰수되었다. 장남 장경수(張敬修)는 자살하고 가족은 변경으로 보내졌다. 장거정 사망 58년 후에 그의 후손과 일가족들은 조정에 의해 복권되었다.

## 저서
- 《서경직해》(書經直解)
- 《제감도설》(帝鑑圖說)

문집
- 《신각장태악선생문집》(新刻張太岳先生文集)

## 가족
- 조부 : 장진(張鎭)
  - 부 : 장문명(張文明)
  - 모 : 조씨(趙氏)
    - 처 : 고씨(顧氏), 왕씨(王氏)
      - 장남 : 장경수(張敬修)
      - 차남 : 장사수(張嗣修)
      - 삼남 : 장무수(張懋修)
      - 사남 : 장간수(張簡修)
      - 오남 : 장윤수(張允修)
      - 육남 : 장정수(張靜修)